# Этеоник
Этеоник (др.-греч. Ἐτεόνικος; V—IV века до н. э.) — спартанский военачальник времён Пелопонесской и Коринфской войн. Участвовал в битве при Эгоспотамах в 405 году до н. э., занимал посты гармоста Фасоса и Византия. Неоднократно упоминается в произведениях Фукидида, Ксенофонта и Диодора Сицилийского.

## Биография
Этеоник впервые упоминается в источниках в связи с событиями 412 года до н. э., когда в Элладе шла Пелопоннесская война. Под началом наварха Астиоха он отправился в Ионию, чтобы поддержать антиафинское восстание местных общин. Фукидид пишет, что, доплыв до Лесбоса, Астиох направил Этеоника во главе отряда гоплитов на помощь городам Мефимна и Антисса по суше, а сам двинулся туда же морем. Однако спартанцы встретили сопротивление и поэтому вскоре уплыли.
В 410 году до н. э. Этеоник был спартанским гармостом (наместником) Фасоса. Местные жители изгнали его оттуда вместе с «лаконофильской партией»; в этой неудаче обвинили спартанца Пасиппида, который, по некоторым данным, заключил союз с персидским сатрапом Лидии Тиссаферном.
В 406 году до н. э. Этеоник участвовал в осаде Митилены под началом наварха Калликратида. Узнав о приближении большой афинской эскадры, командующий направился навстречу врагу с основными силами, а Этеоника с 50 кораблями оставил продолжать осаду. У Аргинусских островов он потерпел поражение и погиб. Этеонику удалось вывести свои силы из-под удара, отослав эскадру к Хиосу и отступив во главе пехоты в Мефимну. Годом позже он сражался при Эгоспотамах под началом Лисандра, причём командовал пехотой, которая в решающий момент атаковала афинский лагерь. После этой битвы, закончившейся полной победой Спарты, Этеоник, имея под своим командованием 10 триер, установил контроль над всем эгейским побережьем Фракии. Некоторые исследователи в связи с этими событиями включают его в списки спартанских гармостов Лесбоса, Фракии и Хиоса.
В 400 году до н. э. Этеоник был гармостом в Византии. Его задачей на этом посту было не допустить захвата города греческими наёмниками, которые служили Киру Младшему и пробились на родину из глубин Персии. Этеонику удалось удержать Византий.
Последнее упоминание об Этеонике относится к 390 году до н. э., ко времени Коринфской войны. Этот спартанец, действовавший тогда под началом Телевтия, появился на острове Эгина и, по словам Ксенофонта, «разрешил всем желающим совершать грабительские набеги на Аттику». Исследователи констатируют, что это было специфическое объявление войны (фактически «объявление права на добычу»), характерное только для античности. В ответ афиняне осадили город Эгина, но Телевтий заставил их отступить. После этого Этеоник уже не упоминается в источниках.
Согласно Павсанию, в Дельфах во II веке н. э. стояла статуя Этеоника работы Патрокла или Канаха.